# Камболов, Заурбек Олегович
Заурбе́к Оле́гович Камбо́лов (род. 4 марта 1992, Владикавказ, Россия) — российский футболист, полузащитник.

## Карьера
Профессиональную карьеру начал в 2010 году в бесланском клубе ФАЮР. В 2012 году перешёл в «Аланию». В Премьер-лиге дебютировал 4 августа в матче против «Терека» (5:0), выйдя на 67-й минуте на замену вместо Руднея. В январе 2013 года был переведён в «Аланию-Д». В феврале 2014 года пополнил ряды «СКА-Энергии». В 2016 году вернулся во Владикавказ. В 2020 году подписал контракт с клубом «Машук-КМВ». В сезоне 2021/22 защищал цвета клуба «Туапсе».